# Индекс Кейса — Шиллера

Индекс Кейса-Шиллера, 1890—2016

Индекс Кейса — Шиллера — индекс цен на жилье по 20-ти крупнейшим городам США, рассчитываемый по методике Карла Кейса и Боба Шиллера — ежеквартальная оценка изменения цен на отдельные односемейные дома в США.
Публикуется рейтинговым агентством Standard & Poor's.